# Bern (quận)
Quận Bern (tiếng Đức: Amtsbezirk Bern; tiếng Pháp: District de Berne) là một đơn vị hành chính cũ của Thụy Sĩ. Quận này thuộc bang Bern. Quận Bern có diện tích 233 km², dân số theo thống kê của cục thống kê Thụy Sĩ năm 1999 là 237.436 người. Thủ phủ đóng ở Bern. Mã bưu chính là 203.
Sau ngày 1 tháng 1 năm 2010, quận này sáp nhập vào hạt Bern-Mittelland, thuộc vùng lãnh thổ Bern-Mittelland.